# Jona
Jona est une ancienne commune suisse du canton de Saint-Gall, située dans la circonscription électorale de See-Gaster.
Elle a fusionné au 1er janvier 2007 avec Rapperswil pour former la nouvelle commune de Rapperswil-Jona. Sa population était de 17 877 habitants au moment de la fusion.

Vue aérienne par Walter Mittelholzer (1919)

## Culture et patrimoine

### Héraldique
| Blason | Blasonnement : D'argent à la barre ondée d'azur accompagné en chef à dextre de l'image de la Vierge d'or, couronnée et auréolée, et à senestre des deux roses de Rapperswil. |

### Personnalités
- Carl Gustav Jung (1875-1961), psychiatre et psychologue suisse[3].
- Wangpo Tethong (1964-), écrivain et homme politique tibétain.
- Adolf Frey-Moock (1881-1954) peintre